# Pink Dolphins
Pink Dolphins ist ein Jazzalbum des Duos Anteloper von Jaimie Branch und Jason Nazary. Die 2021 entstandenen Aufnahmen erschienen am 17. Juni 2022 auf International Anthem. Es ist das dritte Album des Duos und war gleichzeitig eine der letzten Aufnahmesessions von Jaimie Branch, die im August 2022 im Alter von 39 Jahren starb.

## Hintergrund
Nazary und Branch trafen zum ersten Mal in ihren späten Teenagerjahren in Boston musikalisch zusammen. Ihre beiden vorherigen Alben – Kudu von 2018 und Tour Beats Vol. 1 (2021) fungierten als „Proof-of-Concept“-Experimentalalben.
Der Albumtitel Pink Dolphins ist zum Teil eine Anspielung auf Jaimie Branchs kolumbianisches Erbe mütterlicherseits. „Es gibt diese erstaunlichen rosa Flussdelfine, die im Amazonas leben – sie können in Salzwasser schwimmen, in Süßwasser chillen oder in gemischtem Brackwasser schaukeln“, sagte die Trompeterin. In vielerlei Hinsicht würde sie und ihr musikalischer Partner Jason Nazary diesen Delfinen ähneln – „sie sind anpassungsfähig an unterschiedliches Gelände und bewegen sich mit Geräuschen in viele Richtungen“, hieß es in den Liner Notes.

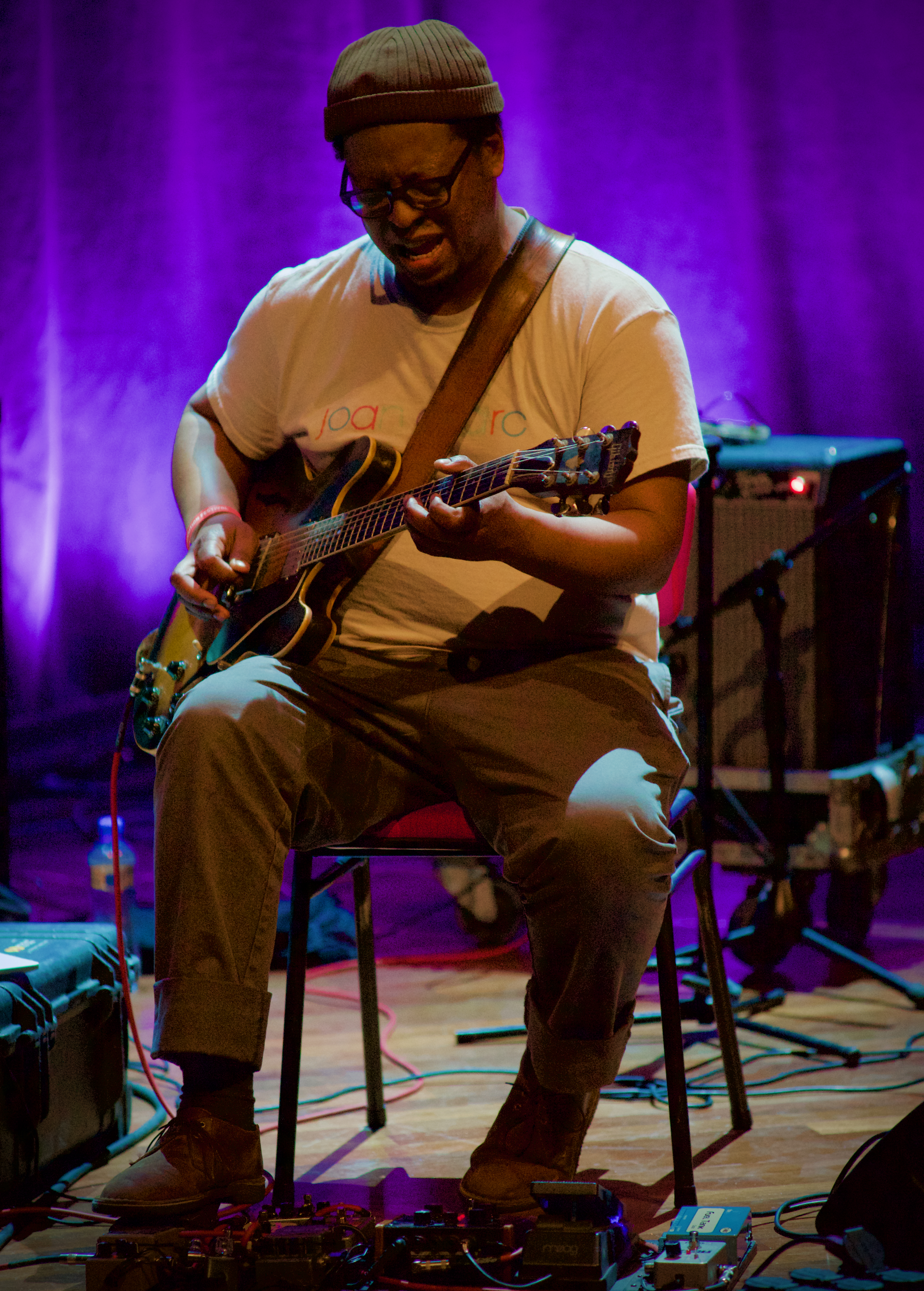
Jeff Parker beim Transition Festival im Tivoli Vredenburg, Utrecht 2017

Als Produzent war der Gitarrist Jeff Parker beteiligt, der zu dem Album auch etwas Gitarre, E-Bass, Percussion und Synthesizer beitrug. Parker, der das Album Live Evil (1971) von Miles Davis als einen seiner Favoriten anführt, nahm bei der Produktion „eine Art Teo-Macero-Rolle“ für das Duo ein. Parker erklärt: „Das Ausgangsmaterial, das mir ursprünglich zugeschickt wurde, bestand aus vielen, vielen Stunden improvisierter Sessions, die durchgesehen werden mussten. Es war überwältigend! Also ging Anteloper schließlich zurück ins Studio und bearbeitete das Quellmaterial in kleinere Stücke, und wir machten von dort aus weiter. Ich habe lange gebraucht, um einen Groove darin zu finden… Ich habe viele Monate damit verbracht, mit verschiedenen Techniken und Ideen zu experimentieren. Ich schickte ihnen Tracks, sie ergänzten sie und schickten sie zurück. Es war definitiv eine Herausforderung, eine [solche] Platte zu machen.“
Unabhängig von unterschiedlichen Referenzpunkten setzten die beiden Musiker verschiedene Techniken zur Verfeinerung ihrer Jazz-Pastiche in Form von elektronischen Triggern, modularen FX-Einheiten, Synthesizern, Sequenzern, Delay/Looper-Pedalen, zusätzlicher Percussion und eine Roland TR08 Drum Machine ein, notierte John-Paul Shiver. In der Mitte des Albums befindet sich „Earthlings“, ein Gesangsstück von Jaimie Branch. Für das Artwork des Albums hat Branch erneut mit John Herndon (von der Band Tortoise) zusammengearbeitet, mit dem sie für die Albumcover ihrer ersten beiden Fly or Die-Veröffentlichungen kooperiert hatte.

## Titelliste
- Anteloper: Pink Dolphins (International Anthem Recording Company IARC 0056)

1. Inia 4:34
2. Delfin Rosado 6:29
3. Earthlings 8:15
4. Baby Bota Halloceanation 3:37
5. One Living Genus 14:49

„Inia“ und „Baby Bota Halloceanation“ wurden von Jaimie Branch und Jason Nazary, „Delfin Rosado“, „Earthlings“ und „One Living Genus“ von Jaimie Branch, Jason Nazary und Jeff Parker komponiert.

## Rezeption
Während die beiden gefeierten Alben von Jaimie Branchs Quartett widerspenstig und vagabundierend waren, voller Winkelzüge und langer Schatten, sind sie doch eindeutig akustischer Jazz. Pink Dolphins jedoch sei in jeder Hinsicht etwas anderes, meinte Brian Howe, der das Album in Pitchfork Media rezensierte. Wie Teo Macero hätte Jeff Parker die Definition eines Produzenten weit ausgedehnt, indem er stundenlang improvisierte Sessions verarbeitete, neue Teile dazu bekam und seine eigenen Gitarren und Keyboards hinzufügte, bis daraus ein fertiges Album entstand. Nazarys Schlagzeug sei mit Pads gemischt, die elektronische Effekte und Sounds auslösen und ein Gefühl von Schwingungen verstärken. Die sich verlängernden Tracks klängen wie „tiefer werdende Gewässer, die Branchs Soli wie stolze Segel überqueren.“

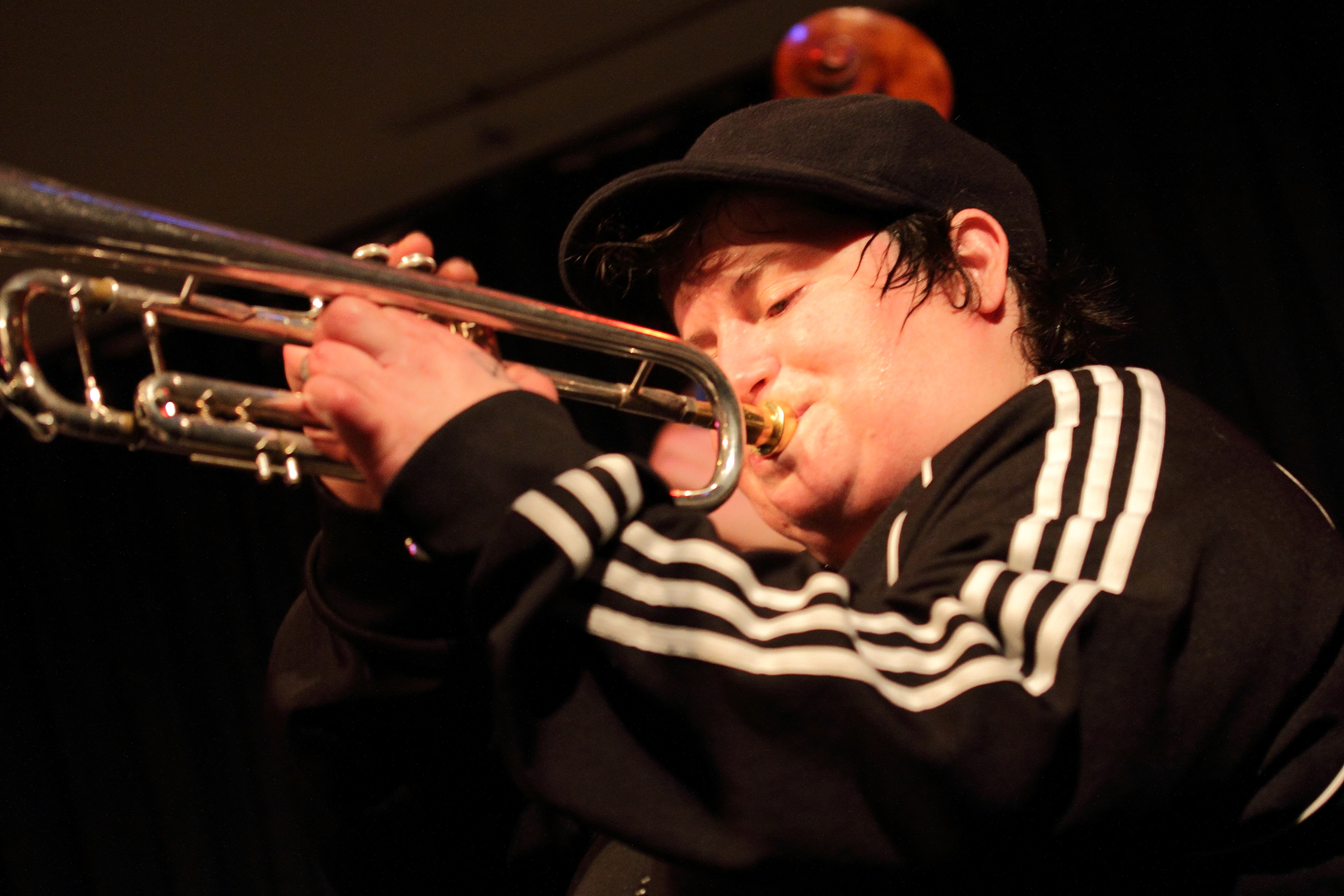
Jaimie Branch bei einem Auftritt mit Mars Williams’ Projekt „Ayler X-mas“ 2018 im club W71, Weikersheim

Die gemeinsame Linie mit Miles Davis und dessen Fusionphase werde deutlich, so der Autor, wenn Branch/Nazary in den Abgrund schreien „Baby Bota Halloceanation“, womit „der Blues des 21. Jahrhunderts“ erzeugt werde. Diese Live-Ticker-artigen „Updates über den Einfluss von Blue State und Red State, massive Schießereien auf marginalisierte Menschen im ganzen Land, verfassungsmäßige Rechte, die von rechten Dieben aufgefressen werden, Twitters algorithmischer Jingoismus […] und faschistische Narrative – manchmal verschlüsselt gesprochen […] – werden in die höhlenartige Schlucht geschrien, in der das Land heutzutage zu leben scheint.“
Nate Chinen schrieb in Take Five/WBGO, das unberechenbare elektroakustische Duo aus Jaimie Branch und Jason Nazary habe auf seinem dritten Album aus einer besonderen Inspirationsquelle geschöpft. Ihr Referenzpunkt war das Album Live-Evil von Miles Davis, das 1970 teilweise im Cellar Door in Washington, D.C. aufgenommen wurde, aber erst durch die Produktionserfahrung von Teo Macero in Albumform gebracht wurde. Anteloper habe mit Jeff Parker einen eigenen Spitzenproduzenten angeheuert. Auf „One Living Genus“, der Single-Auskopplung, die sich von einer dunklen, pulsierenden elektronischen Klanglandschaft in etwas mehr an den Live-Evil-Vibe anlehne, habe er sich seine Urheberschaft als Co-Komponist auf die beste Art und Weise verdient.
Nach Ansicht von John-Paul Shiver (48 Hill) ist das Album eine umfassende Reise in „psychedelische Weltraummusik“, Bestrebungen, die weiter in den unerforschten Bereich zwischen Jazz und elektronischer Musik gingen, die konträre revolutionäre Haltung des Punk und die Fähigkeit, etwas zu vermitteln, das bereits im modernen Zeitgeist steckte. Diese langjährigen Gefährten würden, wie dies auch Miles Davis tat, den richtigen Ton eines Landes in Unordnung verstehen. Es mag sich nicht immer gut anhören – man nehme als Beispiel ihren abschließenden 15-minütigen Epilog „One Living Genus“, ein säuerliches, nebulöses Klagelied wie von John Carpenter erdacht. Anteloper halte in einem ihrer bisher schönsten Momente der Realität einen gesprungenen Spiegel vor.
Jetzt, nach Jaimie Branchs Tod, sei insbesondere Pink Dolphins eine beunruhigende Erfahrung, meinte Kevin Whitlock in Jazzwise, schwer zu beschreiben, da es sich ständig in unerwartete Richtungen bewege (manchmal unerwartet eingängig, wie auf der Single „Earthlings“). Man könne nicht umhin zu denken, wie viel mehr diese Naturgewalt zu geben hatte. Nach diesem überzeugenden Album zu urteilen, noch viel mehr.
„Als hätte sich Miles Davis mit den Kollegen von Matmos auf einem Roundtrip durchs Death Valley vom richtigen Zeug genascht, um sich danach über die rhizomatische Verbindungen zwischen Michel Foucault und der Diskographie von Tangerine Dream zu unterhalten“, schreibt Christoph Benkeser für HHV. Wo sich Jason Nazary in die Beklemmung schlagzeuge, trompete ihn Jaimie Branch mit Bitches-Brew-Kaskaden wieder raus.
Das Zusammenwirken von Branch und Schlagzeuger Jason Nazary schien das Beste aus beiden herauszuholen, als sie sich gegenseitig zu neuen furiosen Höhen anstachelten, meinte J. Edward Keyes (Bandcamp). Pink Dolphins sei ein Monster, Nazarys felsenfestes Schlagzeug biete starre Marmorsäulen, an denen Branchs Trompete abprallen kann. Die Zug- und Druck-Passage, die nach etwa drei Minuten in „Delfin Rosado“ passiere, sei ein perfektes Beispiel für die Magie zwischen den beiden; Nazary halte ein hyperventilierendes Schlagzeugsolo für eine solide Minute aufrecht und schüre die Spannung, bis es fast unerträglich erscheint, als Branchs Trompetenmelodie hereinstürzt. Das fesselnde achtminütige „Earthlings“ sei das Herzstück des Albums, ein Taumel von Percussion über den Hintergrund, während Branch darüber hypnotisierende frei assoziierte Verse lieferte, Elektronik und Trompete schlügen „gegen die Seiten des Stücks wie die Wellen an einem Marsstrand“. „Wir sind nicht die Erdlinge, die du kennst“, wiederholt sie immer wieder. In ihrem Fall hatte sie recht – kein Sterblicher konnte die übernatürlichen Kräfte besitzen, die sie hatte.